# Rio Hondo (Teksas)
Rio Hondo je grad u američkoj saveznoj državi Teksas. Prema popisu stanovništva iz 2010. u njemu je živjelo 2.356 stanovnika.